# Мёпкенброт

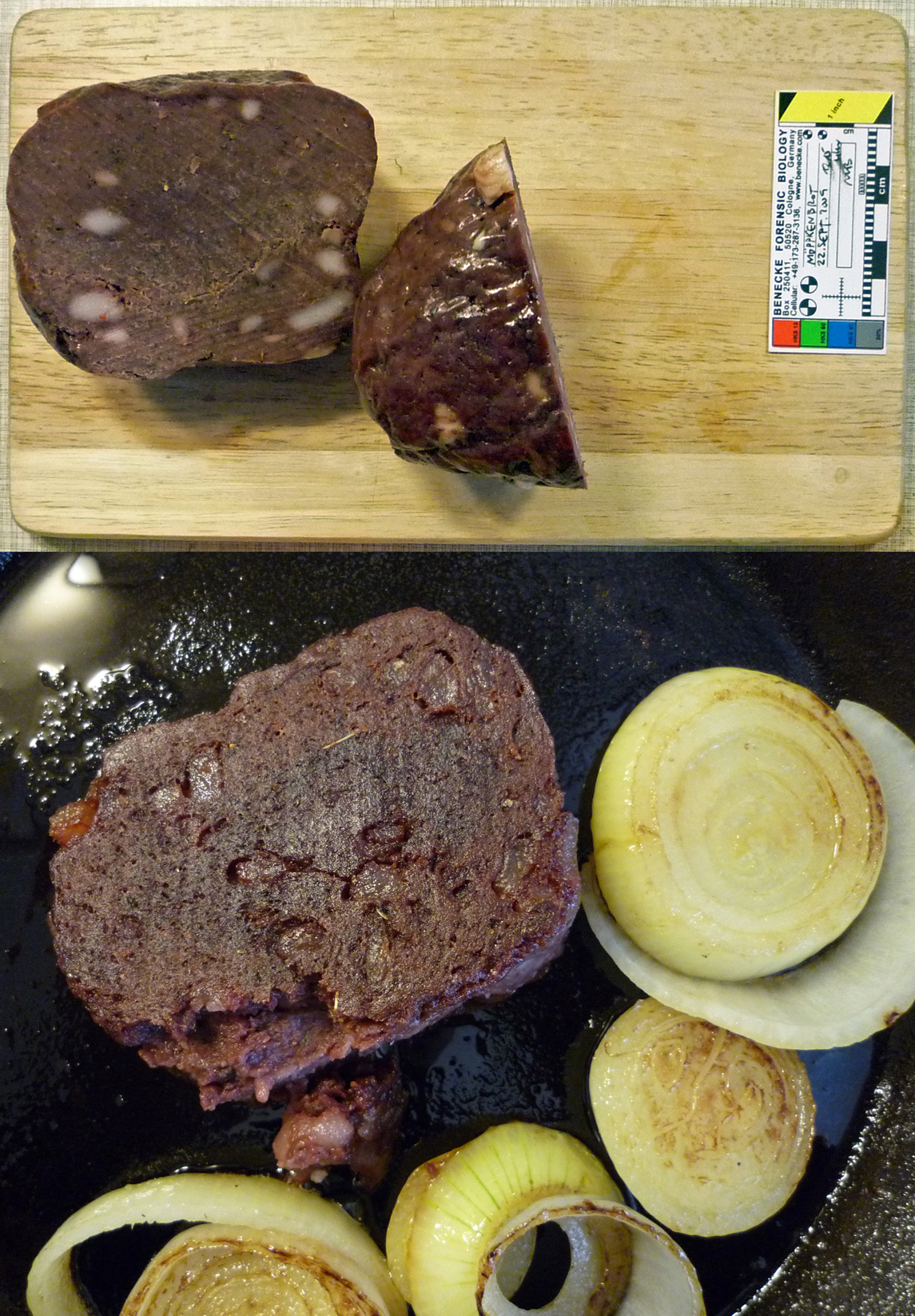
Мёпкенброт свежий и жаренный с луком

Мёпкенброт (нем. Möpkenbrot, Möppkenbrot — «хлеб с кусочками сала») — немецкая колбаса из термически обработанного сырья с наполнением из зерна или муки. Имеет сходство с вестфальским панхасом и мюнстерландским вурстебротом. Традиционное блюдо на празднике забоя скота. Специалитет вестфальской кухни.
Мёпкенброт возник из необходимости экономии — утилизации всех остатков свиньи после забоя. На мёпкенброт идут шпиг, маска свиной головы, свиная шкурка, свиная кровь, ржаной шрот или пшеничная мука, иногда изюм. Свиные маски обрабатывают нитритной солью и отваривают в воде. Сало крошат на мелкие кубики и бланшируют. Ещё тёплую варёную свиную маску измельчают вместе со свиной шкуркой и вымешивают со свиной кровью и репчатым луком до однородной массы. Кубики шпига приправляют нитритной солью, чёрным и душистым перцем, гвоздикой, мускатным орехом и майораном и добавляют в массу, которую затем загущают мукой или шротом. Содержание шрота или муки в мёпкенброте настолько велико, что его часто называют «хлебом с колбасой» или «колбасой с хлебом». Из массы формируют шары или батоны, которые отваривают в горячей воде до затвердения. Перед употреблением мёпкенброт следует остудить. Готовый мёпкенброт имеет типичный для кровяных колбас розовато-коричневатый цвет с белыми или светло-розовыми вкраплениями шпига на срезе и сохраняет форму при резке. Ломтики мёпкенброта поджаривают на сливочном масле или смальце с поджаренным яблоком и репчатым луком. В холодном виде мёпкенброт потребляют в бутербродах на пумперникеле с сиропом из сахарной свёклы.